# Riccardo Jagmetti
Riccardo L. Jagmetti (Zürich, 18 juni 1929) is een Zwitsers advocaat, hoogleraar en politicus voor de Vrijzinnig-Democratische Partij (FDP/PRD) uit het kanton Zürich.

## Biografie

Riccardo Jagmetti in 1990.

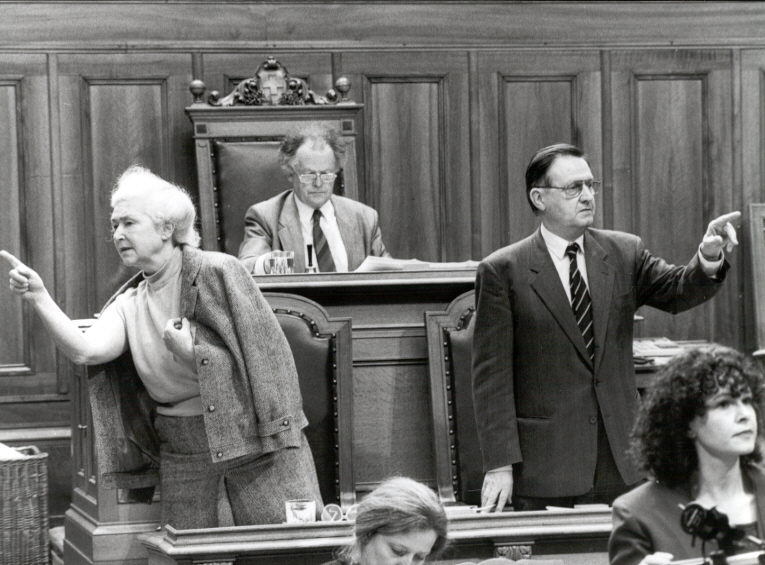
Riccardo Jagmetti als stemopnemer in de Kantonsraad, naast Esther Bührer en voorzitter Arthur Hänsenberger, 1991.

Riccardo Jagmetti behaalde een doctoraat in de rechten aan de Universiteit van Zürich en werd nadien advocaat. Van 1966 tot 1995 was hij hoogleraar publiekrecht aan dezelfde universiteit. Van 1971 tot 1983 was hij lid van de Kantonsraad van Zürich. Hij zetelde van 28 november 1983 tot 3 december 1995 in de Kantonsraad, waarvan hij van 29 november 1993 tot 28 november 1994 voorzitter was.